# 美國管理與資源副國務卿
管理與資源副國務卿（英語：Deputy Secretary of State for Management and Resources），是美國國務院的第三把手與副國務卿一樣，負責管理和資源的副國務卿也是國務卿主要顧問，並共同承擔美國外交政策的全球責任。負責管理和資源的副國務卿也負責監督和協調美國的對外援助和海外外交行動。有時被稱為國務院的“首席營運官”。
現任管理與資源副國務卿是理查德·維爾馬，自2023年4月5日擔任該職位。

## 列表
| 任次 | 肖像 | 名稱                | 开始           | 結束           | 總統          |
| ---- | ---- | ------------------- | -------------- | -------------- | ------------- |
| 1    |      | 杰克·卢             | 2009年1月28日  | 2010年11月18日 | 贝拉克·奥巴马 |
| 2    |      | 托馬斯·尼德斯       | 2011年1月3日   | 2013年2月15日  | 贝拉克·奥巴马 |
| 3    |      | 希瑟·希金博頓       | 2013年12月13日 | 2017年1月20日  | 贝拉克·奥巴马 |
|      |      | 空缺                | 2017年1月20日  | 2021年1月20日  | 唐納·川普     |
| 4    |      | 布萊恩·P·麥肯       | 2021年3月19日  | 2022年12月31日 | 乔·拜登       |
| –    |      | 約翰·R·巴斯（代理） | 2023年1月1日   | 2023年4月4日   | 乔·拜登       |
| 5    |      | 理查德·R·维尔马     | 2023年4月5日   | 現任           | 乔·拜登       |

## 外部連結
- 官方网站